# Anatole mella
Anatole mella är en fjärilsart som beskrevs av Doubleday 1847. Anatole mella ingår i släktet Anatole och familjen Riodinidae. Inga underarter finns listade i Catalogue of Life.